# Rennes-les-Bains
Rennes-les-Bains – miejscowość i gmina we Francji, w regionie Oksytania, w departamencie Aude.
Według danych na rok 1990 gminę zamieszkiwało 221 osób, a gęstość zaludnienia wynosiła 12 osób/km² (wśród 1545 gmin Langwedocji-Roussillon Rennes-les-Bains plasuje się na 691. miejscu pod względem liczby ludności, natomiast pod względem powierzchni na miejscu 421.).